# Rose Morgan
Pour les articles homonymes, voir Morgan.
Rose Meta Morgan, née le 9 août 1912 à Edwards dans le Mississippi et morte le 16 décembre 2008 à Chicago en Illinois, est la propriétaire et l'exploitante du premier grand salon de beauté destiné aux Afro-Américaines. Elle est également la fondatrice de la  la Freedom National Bank, restée longtemps la seule banque commerciale appartenant à des Afro-Américains, à New York.

## Biographie
Rose Morgan naît le 9 août 1912 à Edwards dans le Mississippi et grandit à Chicago. Elle est l'une des neuf enfants de Chapple Morgan, ancien métayer devenu homme d'affaires, et de Winnie Robinson, femme au foyer,.
Elle fréquente la Morris School of Beauty, où elle obtient une licence en cosmétologie.
Dès le début des années 1960 et jusqu'à sa retraite dans les années 1970, Rose Morgan rédige régulièrement une chronique pour le New Pittsburgh Courier.
Le 16 décembre 2008, Rose Morgan décède à Chicago, à l'âge de 96 ans,.

## Carrière
Dès l'âge de dix ans, elle fabrique des fleurs artificielles que ses amis vendent en faisant du porte-à-porte dans le quartier. Quatre ans plus tard, elle loue un stand dans un salon local où elle travaille comme coiffeuse, suivant la tradition de Madame C.J. Walker.
En 1938, elle coiffe l'artiste Ethel Waters, qui l'invite à New York, où Rose Morgan loue un stand dans les salons du quartier de Sugar Hill, enclave de l'Upper Manhattan où résident les personnalités afro-américaines riches et célèbres de l'époque.
Six mois plus tard, elle rencontre Olivia Clarke, une spécialiste des soins de la peau diplômée en biologie du Virginia State College et de l'Université de New York, qui lui suggère de combiner connaissances scientifiques, expertise en soins de la peau et coiffure. Les deux femmes concluent un accord. Rose Morgan vend un tiers de son entreprise à Olivia Clarke et elles cherchent un emplacement pour installer un plus grand salon de beauté. C'est finalement dans un vieux manoir, dit hanté et inoccupé depuis une vingtaine d'années, qu'elle ouvrent leur nouveau salon, qu'elles appellent Rose Meta's House of Beauty,,. Le 6 mai 1945, ce salon, qui s'étend sur cinq étages, ouvre avec une grande cérémonie d'inauguration au cours de laquelle le révérend Adam Clayton Powell Jr., nouvellement élu au Congrès, coupe le ruban.
En 1946, le salon compte vingt-neuf employés, dont des stylistes, des masseurs et des infirmières. Un article du mensuel Ebony de cette même année le qualifie de « biggest negro beauty parlor in the world ». Rose Morgan est réputée pour utiliser moins de produits capillaires tout en obtenant une sensation douce aux têtes de ses clients. En 1955, l'établissement déménage et rouvre sous le nouveau nom de Rose Morgan's House of Beauty, avec des départements supplémentaires, comprenant la couture et une « charm school », répartis sur cinq étages. Cinq ans plus tard, un salon de perruques est ajouté. Alors que la plupart des entreprises de maquillage de l'époque ne fabriquent aucun produit pour les personnes à la peau foncée, Rose Morgan développe et vend une gamme complète de produits cosmétiques, dont, par exemple, de la poudre pour le visage en trois teintes, pêche, miel et marron. Durant l'activité de son salon de beauté, Rose Morgan reçoit régulièrement des critiques selon lesquelles ses traitements capillaires nient l'identité afro-américaine, ce qu'elle a toujours fermement réfuté, défendant le fait qu'elle savait reconnaitre le désir des femmes noires de s'embellir sans avoir l'intention d'essayer d'être blanches.
Au cours de sa carrière, Rose Morgan forme plus de trois mille coiffeurs dans ses instituts de beauté. La formalité et le respect des clients sont primordiaux ; Rose Morgan interdit à ses employés de discuter avec les clients, en dehors des questions et réponses relatives aux services proposés.
Elle investit dans le développement de défilés de mode, galas et événements. Des milliers de personnes assistent aux spectacles qu'elle propose au Renaissance Casino et à Rockland Plaza. Les bénéfices de ces événements, ainsi que les ventes du salon, lui offrent l'opportunité d'étendre son activité aux États-Unis et en Europe, où elle s'embarque sur le Queen Mary pour faire la promotion de ses produits.
Au début des années 1960, Rose Morgan étend son empire commercial dans le domaine de l'immobilier, ainsi que dans une association d'épargne et de crédit. Grâce à cette entreprise, elle devient, en 1965, l'une des fondatrices de la Freedom National Bank, seule banque commerciale appartenant à des Afro-Américains présente à New York,. En 1972, la banque ferme ses portes.
Au fil des ans, les styles changent et le salon de Rose Morgan passe de mode, poussant finalement celle-ci à vendre, à la fin des années 1970.

## Vie privée
En 1955, Rose Morgan épouse le boxeur poids lourd Joe Louis. Deux ans plus tard, le couple se sépare et leur mariage est annulé. Elle se remarie quelques années plus tard avec l'avocat Louis Saunders, dont elle se sépare peu après.